# Pluchea glutinosa
Pluchea glutinosa là một loài thực vật có hoa thuộc họ Asteraceae.
Loài này chỉ có ở Yemen.